# Luciano Capelli

Bischofswappen von Luciano Capelli

Luciano Capelli SDB (* 19. Oktober 1947 in Cologna (Gemeinde Tirano), Provinz Sondrio) ist ein italienischer Ordensgeistlicher und emeritierter römisch-katholischer Bischof von Gizo.

## Leben
Luciano Capelli besuchte die Grundschule in seinem Heimatort und ab 1961 das Instituto Salesiano in Montodine. 1964 trat er der Ordensgemeinschaft der Salesianer Don Boscos bei und legte am 16. August 1965 die erste Profess ab. Im selben Jahr wurde er als Missionar auf die Philippinen entsandt, wo er nach Abschluss des Studiums der Philosophie am Don Bosco Seminary College in Calamba City von 1969 bis 1970 am Don Bosco Technical School in Manila unterrichtete und von 1970 bis 1971 am Kleinen Seminar in Calamba City. Ab 1972 studierte Capelli Katholische Theologie in Messina und in Turin. Am 29. Juni 1975 empfing er das Sakrament der Priesterweihe.
Capelli leitete zunächst das Jugendzentrum an der Don Bosco Technical School in Manila, bevor er 1977 dort Spiritual wurde. Von 1982 bis 1985 fungierte er als Rektor der Don Bosco Technical School in Tarlac City und von 1985 bis 1991 in Manila. Daneben erwarb er 1991 an der Saint Joseph college of Graduate School in Manila einen Master in Pädagogik. Anschließend leitete er das Don Bosco Boarding House in Manila. Von 1993 bis 1999 wirkte Capelli als Provinzial der Ordensprovinz Philippinen und Papua-Neuguinea der Salesianer Don Boscos. Ab 1999 war er Direktor der Don Bosco Technical School in Honiara.
Am 5. Juni 2007 ernannte ihn Papst Benedikt XVI. zum Bischof von Gizo. Der Bischof von Hongkong, Joseph Kardinal Zen Ze-kiun SDB, spendete ihm am 21. Oktober desselben Jahres in der Melanesian Spearhead Group Hall in Gizo die Bischofsweihe; Mitkonsekratoren waren der Apostolische Nuntius auf den Salomonen, Erzbischof Francisco Montecillo Padilla, und der emeritierte Bischof von Gizo, Bernard Cyril O’Grady OP. Capelli wählte den Wahlspruch Sursum corda tibi bonum erit („Erhebt eure Herzen, es wird euch gut tun“).
Papst Franziskus nahm am 16. Juni 2023 das von Luciano Capelli aus Altersgründen vorgebrachte Rücktrittsgesuch an.